# 男性の妊娠
男性の妊娠（だんせいのにんしん）とは、1つ以上の胎児を何らかの生物種のオスが体内に宿すことである。動物の大多数は、メスが妊娠する。性的二形を持つ種では、ほとんどの場合オスが精子を生産し、受精卵を宿すことはまれである。

## 人間の場合

### 肉体的男性の場合
人間における男性の妊娠は、通常の環境では生物学的に不可能であるため、思索、SF、コメディなどの領域に限られる。
男性ではミュラー管が退化して前立腺小室として痕跡的に残存し、これを男性膣/男性小子宮とも呼ぶが、子宮としては全く機能しない。男性を妊娠させる可能性のある方法としては子宮外妊娠が考えられる。受精は体外受精で行い、腹腔に受精卵を移植し、腹膜妊娠の状態を作成して、出産は帝王切開によって行う。但し、この方法は妊娠・出産する男性に高度の危険が伴うので、人間での実験は行われていない。
XYの染色体を持つ半陰陽の者の中には、表現型が完全に女性の体となり子宮が発達して体内受精が可能になる者もいるが、稀である。
ケンブリッジ大学とワイツマン科学研究所（イスラエル）の共同チームにより、男性の皮膚細胞から卵子と精子を作製できる可能性が示された。万能細胞が始原生殖細胞に変化するうえで遺伝子「SOX17 」が重要な役割を果たすことが判明し、始原生殖細胞の作製にも成功した。但し、2015年現在、始原生殖細胞から精子・卵子の作製には至っていない。

### トランスジェンダーの場合
FtM （Female to Male　肉体的性別は女性、ジェンダーアイデンティティは男性） の性同一性障害の者は、ホルモン療法を止めれば男性として認識され生活しながら妊娠できる（ただし、戸籍上で男性として登録するには法律による認可が必要）。これは卵巣の機能が維持されていれば可能である。実際に元女性のトランスジェンダーの男性が妊娠・出産した例は存在する。

## 年表
- 2008年6月29日 - アメリカ合衆国オレゴン州ベンドに住む34歳の性転換者の男性が出産した。この人物は胸部の整形手術を行い男性ホルモン療法を受けており、法的に男性となり結婚したが、女性器は残していた。妻が子宮摘出手術を受け妊娠できないため自身が残った女性器で人工授精を受け妊娠・出産した[12][13][14]。
- 2010年1月26日 - アメリカ合衆国カリフォルニア州に住む30歳の性転換者の男性が臨月を迎えていることがデイリー・テレグラフにより報じられた。この人物も上述のオレゴン州の性転換者の男性と同様、女性から性転換する際に女性器を残していた。この人物のパートナーも性転換して男性となっていた[15]。
- 2015年11月 - 南カリフォルニア大学の医師であるKarine Chungが、5～10年後に子宮を利用した男性の妊娠が可能になるという見解を発表したことを、IRORIOが報じた[16]。
- 2016年9月 - イギリスにおいて、卵子を用いることなくマウスを妊娠させることに成功した。
- 2016年9月 -  日本において、体外にてマウスのiPS細胞から卵子を作成し、子宮を使用せず誕生させることに成功した[17]。
- 2017年10月 - デンマーク政府は、トランスジェンダーの男性への差別にあたるとして、「妊娠した女性」「妊婦」等の表現を使用すべきでないと国連人権委員会に訴えた[18]。
- 2017年11月 - アメリカサンアントニオにおいて開催された、アメリカ生殖医学会が開催する学会で、リチャード・ポールソンは、男性への子宮の移植はすでに可能であるとの見解を発表した[19][20]。出産に至るまでは人工受精と帝王切開が必須であり、妊娠期間中は女性ホルモンを投与しなければならない。（余談だが、女性への子宮移植は2014年に成功した）[21]

## その他の種の場合
オスのタツノオトシゴは、メスから卵をもらって妊娠を受け持ち、子供を出産する。
オスのタツノオトシゴの腹部には育児嚢（いくじのう）という袋があり、メスは輸卵管をオスの育児嚢に差しこみ育児嚢の中に産卵し、育児嚢内で受精する。育児嚢へ産卵されたオスは腹部が膨れ、ちょうど妊娠したような外見となる。仔魚は孵化後もしばらくは育児嚢内で過ごし稚魚になる。「出産」する時は、オスは尾で海藻などに体を固定し、体を震わせながら稚魚を産出する。
2021年に、中華人民共和国においてオスのネズミを妊娠・出産させることに成功した。しかし、メスのネズミを縫い合わせる必要があり、出産は帝王切開を用いる。また、成功率は４％程度である（失敗したオスのネズミがどうなったのかは不明）。ネイチャーは、生命倫理の論争を巻き起こしていると指摘した。

## 神話
さまざまな神話には出産する男性が登場するが、通常の女性の妊娠とはまったく異なる様子で描かれるのが普通である。たとえば、ギリシア神話のアテナはゼウスの額から成人の形で生まれた。日本神話の天照大神は、イザナギが左目を洗ったときに生まれた。
あるいは、男性の登場人物は何らかの方法で女性に変わる。たとえば、北欧神話のロキは種牡馬の気を引くために変身して牝馬に変わり、スレイプニルを産んだ。

## ポピュラー文化

### アメリカ・イギリス
- 映画における男性の妊娠
  - 『Rabbit Test』（1978年）
  - 『ジュニア』（アーノルド・シュワルツェネッガー主演、1994年）- 科学的にありえそうな試みを扱っている。
- テレビ番組における男性の妊娠
  - エイリアンと人間の接触による男性の妊娠を扱っているもの
    - 『フューチュラマ』
    - 『アメリカン・ダッド』
    - 『エイリアン・ネイション』
    - 『スタートレック:エンタープライズ』のエピソード「予期せぬ侵入者（英語版）」

  - 『チャームド』のある回 - レオが短期間パイパーの子供を妊娠する。
  - 『宇宙船レッド・ドワーフ号』 第12話「となりの宇宙は女性天国」 - リスターが男女が逆転したパラレルワールドを訪れ、セックスしたために妊娠する。
  - 『Sliders』のある回 - 大災害のために女性が能力を失い、男性が妊娠する世界が描かれる。
- SF小説、およびSF作家のエッセイにおける男性の妊娠
  - オクタヴィア・バトラー『ブラッドチャイルド』 - 「クロス・ジェンダー」のテーマとして取り上げられる。
  - ロイス・マクマスター・ビジョルド『遺伝子の使命』 - 人工子宮を使った男性だけの社会を描いているが、妊娠による心理的な効果（期待、不安など）の体験も描かれる。
  - マージ・ピアシー『時を飛翔する女』、Woman on the Edge of Time, Marge Piercy. ISBN 044900094X - 男性も女性も妊娠しないが、男性は薬を飲んで子供に乳を与え育てる。「妊娠」の体験と女性だけの育児の体験は、男女平等のために犠牲にされる。
  - 『Red vs Blue』 - タッカーはエイリアンからの寄生的な胎児によって妊娠する。
  - ラリー・ニーヴン『スーパーマンの子孫存続に関する考察』（『無常の月』収録） - クラーク・ケント（スーパーマン）と地球人女性の子供は（もし妊娠が可能だとしても）母体を破壊してしまう危険が高いため、人工受精した胎児をクラークの胎内で育てるべきだと一見大真面目に主張している。

男性の妊娠は、ファン・フィクションにはほとんど見られないが、そうしたストーリーは「mpreg」と呼ばれる。ファン・フィクションにおける男性の妊娠は、進歩した医学のテクノロジーや神秘的な方法の結果とされたり、説明されなかったりする。

### フランス
- 映画における男性の妊娠
  - 『モン・パリ』fr:L'Événement le plus important depuis que l'homme a marché sur la Lune （1973年）
- 小説における男性の妊娠
  - フランソワ・ラブレー『ガルガンチュワとパンタグリュエル』の第二之書。 第27章で巨人国の王子であるパンタグリュエルが、戦前に配下達の「パンタグリュエル万歳」の叫びに興奮して腹を下して思わず放屁してしまい、その屁から53000人の小人の男の子の赤ちゃんが生まれ、続けて放った透かしっ屁から53000人の小人の女の子の赤ちゃんが生まれ出る。

### 中国
- 小説における男性の妊娠
  - 『西遊記』（明代の伝奇小説）登場人物の三蔵法師と猪八戒が、ひとたび飲めば懐妊するという西梁女人国の子母河の水を飲んでしまい、妊娠する。

### 日本
- 小説における男性の妊娠
  - 上野瞭『アリスの穴の中で』(1989年) - 一介のサラリーマン(既婚者で、妻との間に2子がいる)が妊娠してしまう。なおこの作品は後(1990年)TVドラマ『アリスの穴の中で　父さんが子供を産むことになった理由』としてTBSで放送された。
- 漫画における男性の妊娠
  - 萩尾望都『マージナル』（1985年-1987年） - 女性が妊娠できず、男性だけとなった地球上で、妊娠の能力を持つ少年キラが登場する。
  - 魔夜峰央『パタリロ!』（1978年-） - 美少年マライヒが同性愛のパートナーであるバンコランとの間に子をもうける。
  - 諸星大二郎『男たちの風景』（1977年） - 宇宙時代の地球人である主人公が仕事で赴任した異星の人類は、外見や性交における男女の性差は地球人と同じだが、男性が妊娠・出産する。
  - 山上たつひこ『半田溶助女狩り』 - 男性の肛門に注射器で精液を注入し妊娠させようとする。
  - 弓月光『新婚は甘くない』（1972年） -  ドタバタギャグ。
  - 坂井恵理『ヒヤマケンタロウの妊娠』（2012年-） - 男性も妊娠する事が判明して10年後の世界。
  - 藤子不二雄A『笑ゥせぇるすまん』（1968年-1969年） - 「主夫道」で職業勤務は得意ではないが、家事が出来る様になった夫が主人公の呪文により男性妊娠できるようになった。
- ドラマにおける男性の妊娠
  - ドラマシティー92『俺のベイビー! 春風荘異聞』 - 妊娠した主人公は孤立し、追い詰められていく。
  - 超獣戦隊ライブマン（1988年） - メンバーの一人、グリーンサイこと相川純一がベガヅノーの放射を浴び妊娠。ベガベビーを出産する。

それ以外には、女性向け同人誌でよく散見されるテーマである。

### その他
絵文字などの共通規格であるUnicodeの開発を調整するユニコードコンソーシアムは、2021年に発表した新しい絵文字の候補に「妊娠中の男性」を追加した。開発者は「トランスジェンダーの男性やノンバイナリーの人の中にも妊娠が可能な人がいることを認識している」としており、すでに提供されている「妊娠中の女性」の絵文字に加えて新たに提供される予定である。